# Совет главных конструкторов (1960—1966)
Совет главных конструкторов (сокр. СГК) — совещательный орган советских учёных в области ракетно-космической техники, существовавший в период 1960—1966 гг., после того как фактически прекратил своё существование одноименный совет, созданный и возглавлявшийся на протяжении длительного периода времени С. П. Королёвым (в период 1946—1961 гг.). Новый руководитель совета — В. Н. Челомей — стремился придать руководимому им органу минимально необходимый формализованный характер, в то время как в период руководства С. П. Королёва функционирование совета и связи между его членами осуществлялись на неформальной основе. В конце 1964 г., после отстранения Никиты Хрущёва с поста Первого секретаря ЦК КПСС, прямой начальник его сына (замглавы ОКБ-52 в 1963—1964 гг.) Челомей утратил свои лидерские позиции как в возглавляемом им совете, так и в сфере советского ракетостроения в целом. Какое-то время после этого Совет главных конструкторов существовал как контролируемая функция военно-промышленного комплекса СССР, утверждая уже принятые высшим руководством страны решения и не вмешиваясь в ход их рассмотрения и принятия.

## Учреждение
Решение организовать Совет главных конструкторов, собирающийся раз в два месяца во второй вторник второго месяца было принято на большом совместном совещании главных конструкторов различных предприятий Государственного комитета по авиационной технике, Государственного комитета по радиоэлектронике с представителями министерств и ведомств, 3 августа 1960 г. Первое заседание совета было назначено и состоялось 11 октября 1960 г. На этом этапе совет под руководством В. Н. Челомея существовал параллельно с советом, возглавляемым С. П. Королёвым.

## Преемственность
Поскольку со времени своего возникновения, совет имел неформальный характер, формального решения о роспуске совета в 1961 году не было, — В. Н. Челомею удалось заручиться поддержкой Первого секретаря ЦК КПСС Н. С. Хрущёва и подвести под свои проекты материальную поддержку за счёт тех статей Государственного бюджета СССР, которые предусматривали расходы на научно-исследовательские и опытно-конструкторские работы в сфере военного освоения космоса, разработку и создание ракетной техники и ракетного оружия, поэтому члены совета, видя бесперспективность сопротивления, стали постепенно переходить на его сторону. Фактически, та самостоятельность в своих действиях и независимость от государственных контролирующих инстанций, которая была получена членами совета благодаря теснейшему сотрудничеству с Королёвым, теперь позволяла им это сотрудничество ослабить или прекратить и, одновременно, предоставляла им возможность выбора, — как заметил по этому поводу Я. К. Голованов: «Совет Главных, созданный Королёвым и заседавший чаще всего под его председательством, стал уже совсем иным Советом». Статус официального органа совету под руководством В. Н. Челомея придавало то обстоятельство, что одновременно с проведением встреч членов Совета главных конструкторов, в ОКБ-52, главным конструктором которого являлся Челомей, проводились заседания Совета обороны СССР (кроме того, ОКБ-52 привлекалось Государственным комитетом по авиационной технике СССР на правах головной организации к работам по РКТ и претендовало на выполнение всех государственных программ по пилотируемым космическим аппаратам, что, безусловно, воспринималось другими конструкторами скорее отрицательно, как попытка всё замкнуть на себя и монополизировать сферу ракетостроения и освоения космоса).

## Значимость
С 1941 по 1961 и с 1961 по 1966 годы Совет главных конструкторов при своем неформальном статусе (он не имел ни уставных документов, ни определённых процедурных требований и правил для его членов, участие которых было добровольным и  решения принимались на основании консенсуса) играл важную роль в определении государственной политики в сфере космонавтики и ракетостроения, а его члены имели влияние на высшее руководство государства в лице членов Политбюро ЦК КПСС и Совета Министров СССР. С опалой В. Н. Челомея и уходом из жизни С. П. Королёва, совет утратил свою значимость и стал совещательным органом в управлении военно-промышленным комплексом СССР в помощь Комиссии Президиума Совета Министров СССР по военно-промышленным вопросам под руководством Д. Ф. Устинова).

## Состав
В деятельности совета под руководством В. Н. Челомея, помимо учёных, заседавших ранее с С. П. Королёвым ещё с 1940-х гг., в разное время принимали участие следующие учёные:
- А. С. Абрамов (ОКБ-12 ГКАТ),
- B. C. Авдуевский (НИИТП МОМ),
- Ю. С. Быков (МНИИРС МРП),
- Г. И. Воронин (ОКБ-124 ГКАТ),
- В. П. Григорьев (ОКБ-1 ГКОТ),
- С. Г. Даревский (СКБ ЛИИ ГКАТ),
- А. М. Исаев (ОКБ-2 ГКОТ),
- Н. М. Корнеев (КБОМ МОМ),
- П. М. Кириллов (СКБ-41 ГКРЭ),
- Г. Л. Лившиц (ОКБ-300 ГКАТ),
- Н. С. Лидоренко (ВНИИТ МЭТП),
- В. Н. Николаев (ОКБ-124 ГКАТ),
- А. В. Пивоваров (КБ-1 ГКРЭ),
- А. А. Расплетин (НИИРП ГКРЭ),
- М. И. Рыжих (МЗ имени М. В. Хруничева ГКАТ),
- А. И. Савин (СКБ-41 ГКРЭ),
- Г. И. Северин (МЗ «Звезда» ГКАТ),
- B. C. Селиванов (СКБ КБ-1 ГКРЭ),
- Ф. Д. Ткачёв (НИЭИ ПДС МЛП),
- С. К. Туманский (ОКБ-300 ГКАТ),
- О. В. Успенский (3-й МПЗ ГКАТ),
- М. С. Хитрик (НИИ-885 ГКРЭ)

и другие деятели науки и организаторы производства, а также высокопоставленные должностные лица государственных структур — министерств и ведомств, лица высшего офицерского состава Вооружённых Сил — генералы и маршалы, представители различных военных учреждений, периодически приглашавшиеся на заседания:
- С. И. Ветошкин — заместитель Председателя Комиссии Президиума Совета Министров по военно-промышленным вопросам,
- Н. Д. Гребенников — заместитель Главнокомандующего Войсками ПВО по вооружению, генерал-полковник авиации,
- П. В. Дементьев — Председатель Государственного комитета по авиационной технике,
- Н. Н. Детинов — заместитель заведующего оборонного отдела ЦК КПСС, генерал-лейтенант,
- Г. В. Зимин — первый заместитель Главнокомандующего Войсками ПВО, маршал авиации,
- В. М. Каретников — заместитель Председателя Комиссии ВПК по вооружению Войск ПРО и ПКО, генерал-лейтенант,
- А. А. Кобзарев — заместитель Председателя ГКАТ,
- В. М. Рябиков — первый заместитель Председателя Госплана СССР,
- В. А. Судец — Главнокомандующий Войсками ПВО — заместитель Министра обороны, маршал авиации,
- В. А. Шаршавин — заместитель Председателя Государственного комитета по радиоэлектронике,

присутствие которых было призвано на месте формализовать и узаконить решения, принятые конструкторами в ходе совещания, продублировав их приказами по своим ведомствам, — таким образом, В. Н. Челомей пытался оптимизировать неизбежные бюрократические процедуры и мероприятия межведомственного согласования, которые занимали значительно большее время в том случае, если бы с каждым отдельном руководителем ведомства приходилось работать в индивидуальном порядке.